# Aetheria
Aeolis és una característica d'albedo a la superfície de Mart, localitzada amb el sistema de coordenades planetocèntriques a 39.67 ° latitud N i 130 ° longitud E. El nom va ser aprovat per la UAI l'any 1958 i fa referència a l'èter, l'element per on es mouen les estrelles en la visió aristotèlica.